# Pseudacteon lusitanus
Pseudacteon lusitanus är en tvåvingeart som beskrevs av Schmitz 1938. Pseudacteon lusitanus ingår i släktet Pseudacteon och familjen puckelflugor. Inga underarter finns listade i Catalogue of Life.